# Ussuriana gabrielis
Ussuriana gabrielis är en fjärilsart som beskrevs av John Henry Leech 1893. Ussuriana gabrielis ingår i släktet Ussuriana och familjen juvelvingar. Inga underarter finns listade i Catalogue of Life.